# Jan van Riebeeck
Jan van Riebeeck (Culemborg, 1619. április 16. – a Batavia, 1677. január 18.)  holland orvos és felfedező.
Riebeeck 1652-ben hozta létre a Jóreménység fokától 50 kilométerre északra, az Asztal-öbölben Fokvárost élelmiszer-ellátó központként az Európából Kelet-Afrikába, Indiába és Ázsiába tartó hajózási útvonal mentén, a Holland Kelet-indiai Társaság részére. Ezzel  több mint 200 évvel a Szuezi-csatorna 1869-es megnyitása előtt megalapította az első állandó európai települést Dél-Afrikában.
1662-ig gyarmati ügyintéző volt Dél-Afrikában. Utána visszament Holland Kelet-Indiába.
Jan van Riebeeck egy vélelmezett, mint utóbb kiderül a valóságban más személyt ábrázoló portréja szerepelt a Nagy-Britanniával perszonálunióban álló Dél-afrikai Unió számos font bankjegyén, illetve az 1961-ben megalakult Dél-afrikai Köztársaság számos rand érméjén és bankjegyén.

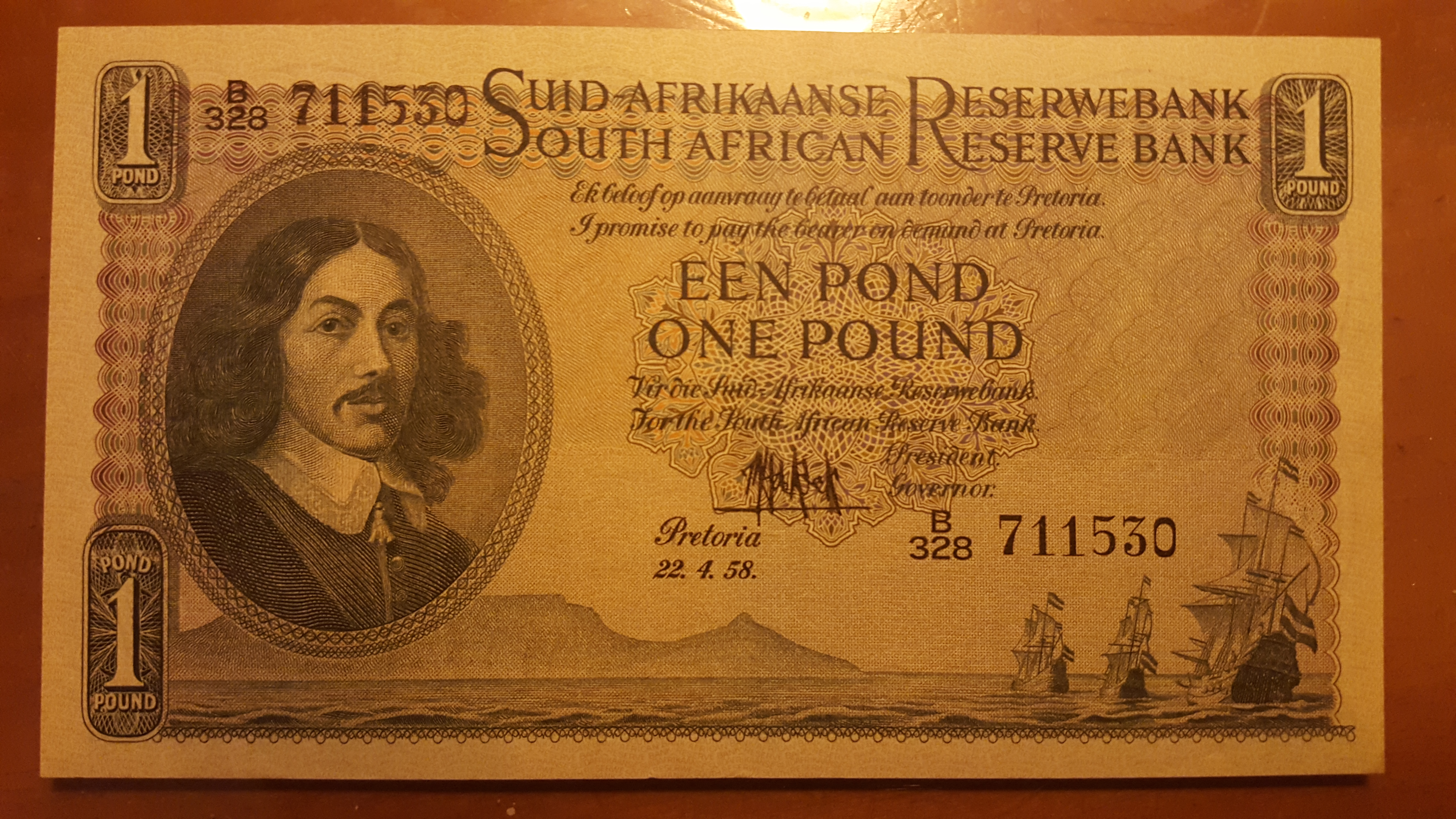
A Dél-afrikai Unió 1 fontos bankjegye Jan van Riebeeck vélelmezett portréjával 1958-ból. Mérete 150 x 85 mm. A dél-afrikai font a brit font sterlinggel volt egyenértékű.